# Marcelo Cattani
Marcelo Cattani (* 10. Oktober 1967 in Salto, Uruguay) ist ein uruguayischer Fotograf.
Cattani begann 14-jährig sich mit der Fotografie zu befassen und war ab einem Alter von 17 Jahren als Fotograf bei der saltensischen Tageszeitung Cambio tätig. Mittlerweile ist er freiberuflich für verschiedene Publikationen tätig (u. a. El País, El Telégrafo) und erledigt Studioarbeiten für Werbeagenturen. Darüber hinaus leitet der in Salto wohnhafte Cattani Fotografie-Workshops in seiner Heimatstadt und in Artigas.
Seit 1987 sind diverse Preise und Auszeichnungen für Cattani verzeichnet, der seit 1991 Ausstellungen seiner Arbeiten in Salto, Artigas, Paysandú, Rocha und Montevideo durchführte.

## Auszeichnungen (Auszug)
- 1987: Erster Preis des Wettbewerbs zum 115. Geburtstag des Instituto Politécnico Osimani y Llerena (IPOLL)
- 1998: Erster Preis bei der Bienal de la Costa Argentina-Uruguay mit seinem Werk Dos Mundos
- 1998: Erster Preis durch Foto Martín und Shopping Tres Cruces in Montevideo
- 1998: Erster Preis der Junta Departamental von Salto / Bienal de Salto
- 1999: Ehrenerwähnung bei der Bienal de la Costa
- 2000: Erster Preis der Cooperativa Bancaria von Montevideo
- 2001: Ehrenerwähnung der Liga Marítima de Montevideo